# Oberniederndorf
Oberniederndorf ist ein Gemeindeteil des Marktes Emskirchen im Landkreis Neustadt an der Aisch-Bad Windsheim (Mittelfranken, Bayern). Oberniederndorf liegt in der Gemarkung Mausdorf.

## Geografie
Das Dorf liegt an der Mittleren Aurach. Im Südwesten liegt der Eichwald, im Südosten das Glockenholz. 0,75 km westlich liegen die Brühlwiesen, 0,75 km nordwestlich die Holzäcker, 0,5 km nördlich die Fuchsleite und 0,75 km nordöstlich der Galgenberg. Die Staatsstraße 2244 führt an Wilhelmsdorf vorbei nach Emskirchen (6 km westlich) bzw. nach Neundorf (1,4 km nordwestlich). Die Kreisstraße NEA 20 führt nach Mausdorf (1,7 km südlich).

## Geschichte
Der Ort wurde 1361/64 im burggräflichen Salbuch als „Niderndorf“ erstmals erwähnt.
Gegen Ende des 18. Jahrhunderts gab es in Oberniederndorf sechs Anwesen (1 Mühle, 1 Hof, 4 Halbhöfe). Das Hochgericht übte das brandenburg-bayreuthische Fraischvogteiamt Emskirchen-Hagenbüchach aus. Die Dorf- und Gemeindeherrschaft und Grundherrschaft über alle Anwesen hatte das Vogtamt Hagenbüchach.
Von 1797 bis 1810 unterstand der Ort dem Justizamt Markt Erlbach und Kammeramt Emskirchen. Im Rahmen des Gemeindeedikts wurde Oberniederndorf dem 1811 gebildeten Steuerdistrikt Münchaurach und der 1813 gegründeten Ruralgemeinde Mausdorf zugeordnet. Am 1. Januar 1978 wurde Mausdorf im Zuge der Gebietsreform in Bayern nach Emskirchen eingemeindet.

### Baudenkmäler
- Mühle[9]
- Brücke[9]

### Einwohnerentwicklung
| Jahr      | 001818 | 001840 | 001861 | 001871 | 001885 | 001900 | 001925 | 001950 | 001961 | 001970 | 001987 |
| Einwohner | 33     | 60     | 75     | 64     | 67     | 51     | 55     | 60     | 35     | 42     | 58     |
| Häuser    | 9      | 10     |        |        | 10     | 11     | 8      | 8      | 8      |        | 14     |
| Quelle    | [ 11 ] | [ 12 ] | [ 13 ] | [ 14 ] | [ 15 ] | [ 16 ] | [ 17 ] | [ 18 ] | [ 19 ] | [ 20 ] | [ 1 ]  |

## Religion
Der Ort ist seit der Reformation evangelisch-lutherisch geprägt und bis heute nach St. Peter und Paul (Münchaurach) gepfarrt.